# Mohammed Sinwar
Mohammed Sinwar (in arabo محمد السنوار‎?; Khan Yunis, 16 settembre 1975 – Khan Yunis, 13 maggio 2025) è stato un guerrigliero palestinese, considerato terrorista da alcuni, divenuto capo di Hamas nella Striscia di Gaza nell’ottobre 2024, dopo la morte di suo fratello Yahya Sinwar. Nel luglio dello stesso anno era diventato anche il comandante delle Brigate Ezzedin al-Qassam, il braccio armato di Hamas, in seguito all’uccisione del suo predecessore Mohammed Deif. Ha mantenuto entrambi i ruoli fino al maggio 2025, quando è stato ucciso da un'operazione delle forze di difesa israeliane.

## Biografia
Nato nel 1975 nel campo profughi di Khan Yunis, nella Striscia di Gaza governata dall'Egitto, la sua famiglia fu espulsa da Al-Majdal Asqalan (oggi nota come Ascalona) durante la guerra arabo-israeliana del 1948. Ha studiato nelle scuole gestite dall'UNRWA.
Nel 1991 fu arrestato dalle forze di difesa israeliane (IDF) per sospetta attività terroristica e imprigionato nella prigione di Ktzi'ot, ma venne scarcerato dopo nove mesi.
Sinwar è sopravvissuto a sei tentativi di uccisione da parte di Israele, il primo dei quali è avvenuto nel 2003, quando fu piazzato un ordigno esplosivo vicino alla sua abitazione a Khan Yunis.

### Carriera militare
Nel 1991 Mohammed Sinwar entrò a far parte delle Brigate Ezzedin al-Qassam di Hamas. Nel 2005, diventò comandante della Brigata Khan Yunis, un ruolo ricoperto fino al 2016,  prima di cederlo a Rafa Salama. Sinwar fu anche uno degli artefici della cattura del soldato israeliano Gilad Shalit il 25 giugno 2006. Dopo più di cinque anni di prigionia, Shalit fu lasciato libero nel 2011 in cambio di 1.027 ostaggi palestinesi, uno dei quali era suo fratello Yahya Sinwar.
Nel 2014, durante il conflitto tra Israele e Gaza, l'IDF ne annunciò la morte, un'informazione rivelatasi poi errata. È presumibile che Sinwar si fosse nascosto nei tunnel militari sotto la Striscia.
Nel 2023, i servizi di intelligence israeliani hanno identificato Sinwar come uno dei principali artefici dell'attacco condotto da Hamas contro Israele il 7 ottobre. Di conseguenza, il governo israeliano lo ha dichiarato uno dei più ricercati nel contesto dell'operazione militare a Gaza, offrendo una ricompensa di 300.000 dollari in cambio di informazioni utili alla sua localizzazione.
Dopo la morte di suo fratello e l'eliminazione di gran parte dei leader di Hamas durante la guerra tra Israele e Hamas, nei primi mesi del 2025 Mohammed Sinwar risultava essere l'esponente di maggior rilievo ancora in vita. Alcune fonti suggeriscono che fosse diventato il comandante supremo delle Brigate Ezzedin al-Qassam e il principale artefice delle operazioni del movimento. Sotto la sua leadership, Hamas ha intensificato gli sforzi per reclutare nuovi combattenti e ha registrato un incremento degli attacchi mordi e fuggi contro le forze israeliane.

### Morte
Il 13 maggio 2025, le forze di difesa israeliane e lo Shin Bet hanno annunciato che Sinwar era stato preso di mira in un attacco aereo israeliano su un bunker sotto l'Ospedale Europeo nei pressi di Khan Yunis. Secondo il Ministero della Salute di Gaza, l'attacco avrebbe ucciso 28 persone, senza specificare se tra le vittime vi fosse anche Sinwar. Secondo il canale televisivo saudita Al-Hadath, il corpo di Sinwar fu recuperato dal tunnel insieme a quello di Mohammed Shabana, comandante della Brigata Rafah. Il ministro della difesa israeliano Israel Katz ha affermato che "secondo tutte le indicazioni, Mohammed Sinwar è stato eliminato". Il 28 maggio 2025 il primo ministro israeliano Benjamin Netanyahu ne ha confermato in via ufficiale l'uccisione.